# Börje Larsson
Börje Hjalmar Larsson, född 16 februari 1910 i Stora Malm, död 19 januari 1982, var en svensk filmregissör, manusförfattare och sångtextförfattare.

## Biografi
Larsson skrev sitt första filmmanus 1933 som 23-åring. Det var just som manusförfattare han var som mest verksam och han skrev även manus till andras filmer. Under 1940-, 50- och 60-talen var han också verksam som regissör, inledningsvis primärt i förväxlingskomedier. I mitten av 1950-talet blev hans filmer desto mer allvarliga, vilket märks i filmer som Taxi 13 (1954), Danssalongen (1955) och Sista natten (1956). Efter detta kom Larsson återigen att göra komedier, däribland Som man bäddar... (1957) samt flera filmer om Åsa-Nisse.
Börje Larsson var från 1936 gift med författaren Linda Larsson.

## Filmografi

### Regi i urval
- 1965 – Salta gubbar och sextanter
- 1964 – Åsa-Nisse i popform
- 1963 – Åsa-Nisse och tjocka släkten
- 1963 – Sten Stensson kommer tillbaka
- 1962 – Åsa-Nisse på Mallorca
- 1960 – På mitt eget sätt
- 1957 – Som man bäddar...
- 1956 – Sista natten
- 1955 – Danssalongen
- 1954 – Skrattbomben
- 1954 – Taxi 13
- 1952 – Oppåt med Gröna Hissen
- 1948 – Kvinnan gör mig galen
- 1947 – Får jag lov, magistern!
- 1945 – En förtjusande fröken
- 1945 – 13 stolar
- 1944 – Gröna hissen
- 1944 – Narkos
- 1943 – Örlogsmän
- 1943 – En flicka för mej
- 1942 – En trallande jänta
- 1941 – Lärarinna på vift

### Filmmanus i urval
- 1962 – Åsa-Nisse på Mallorca
- 1956 – Sista natten
- 1955 – Danssalongen
- 1954 – Skrattbomben
- 1952 – Oppåt med Gröna Hissen
- 1950 – Kastrullresan
- 1948 – Kvinnan gör mig galen
- 1948 – Hjältar mot sin vilja
- 1945 – En förtjusande fröken
- 1945 – 13 stolar
- 1943 – En flicka för mej
- 1942 – En trallande jänta
- 1942 – Det är min musik
- 1941 – Lärarinna på vift
- 1940 – Än en gång Gösta Ekman
- 1939 – Midnattssolens son
- 1938 – Kamrater i vapenrocken
- 1937 – En flicka kommer till sta'n
- 1936 – Spöket på Bragehus
- 1936 – Ä' vi gifta?
- 1936 – Skeppsbrutne Max
- 1936 – Rendezvous im Paradies
- 1936 – Släkten är värst

### Roller
- 1973 – Luftburen
- 1973 – Håll alla dörrar öppna

### Fotnoter
1. 1 2  ”Börje Larsson”. Svensk Filmdatabas. http://www.sfi.se/sv/svensk-filmdatabas/Item/?type=PERSON&itemid=59887&iv=BIOGRAPHY. Läst 6 augusti 2012.
2. ↑  ”Linda Larsson”. http://www.nordicwomeninfilm.com/person/linda-larsson/. Läst 19 september 2019.